# Brug 541
Brug 541 is een bouwkundig kunstwerk in het Amsterdamse Bos. Het Amsterdamse Bos maakt deel uit van de gemeente Amstelveen, maar wordt beheerd door gemeente Amsterdam.
Brug 541 stamt uit de tijd van de aanleg van het bos. Aan architect Piet Kramer van de Dienst der Publieke Werken werd gevraagd ontwerpen voor de bruggen en bruggetjes te maken. Brug 541 voor voetgangers, fietsers en ruiters is er één uit de serie houten bruggen (tegenover de betonnen bruggen). Die bruggen lijken sterk op elkaar, maar elke brug uit de serie verschilt ten opzichte van de andere. De brug is gesitueerd in het noordelijk deel van het bos, even ten noorden van de Burgemeester A. Colijnweg/Rijksweg 9.
In 1999 werden alle bruggen in het Amsterdamse Bos door MTD Landschapsarchitecten in opdracht van de gemeente onderzocht op hun cultureel belang. Ze constateerde dat de brug een markeringspunt is het bos, waar een brede boslaan beging (of eindigt). De brug had ten tijde van het onderzoek een bruine kleur, waardoor de brug nauwelijks opviel in de omgeving. Ze roemde de brug vanwege de eenheid tussen dek en leuningen en de karakteristieke houtverbindingen (Kramer was van origine timmerman), die echter aan het zicht onttrokken werden door de bruine kleur. De brug is geschikt voor kleine voertuigen. Minpunt in de beoordeling was de zichtbaarheid van die Rijksweg 9.
Wanneer Amstelveen even later onderzoek doet voor het verklaren tot gemeentelijk monument is de brug weer wit. Zij troggen een houten brug aan met stalen liggers die hangt tussen twee betonnen landhoofden. De brug kent daarbij een houten paalfundering en houten brugpijlers waarop houten jukken liggen. De betonnen borstweringen zijn uitgevoerd met houten leuningen die rusten op taps toelopende ronde balusters. Het brugdek is verdeeld in aparte rijstroken voor voetgangers, ruiters en fietsers, die op aparte hoogten liggen en aangegeven worden door palen. De balusters die de leuningen dragen op het midden op de brug zijn ook taps uitgevoerd, maar dan vierkant, ze eindigen in de bovenleuning. De eindbalusters echter steken boven de bovenleuning uit in een kristalachtige structuur. Een bijzonder detail is te zien op de uiteinden van de jukken, deze hebben deels een waaierstructuur. De brug vertoont overeenkomsten met brug 539, brug 541 is echter plat, brug 539 heeft op- en afritten.

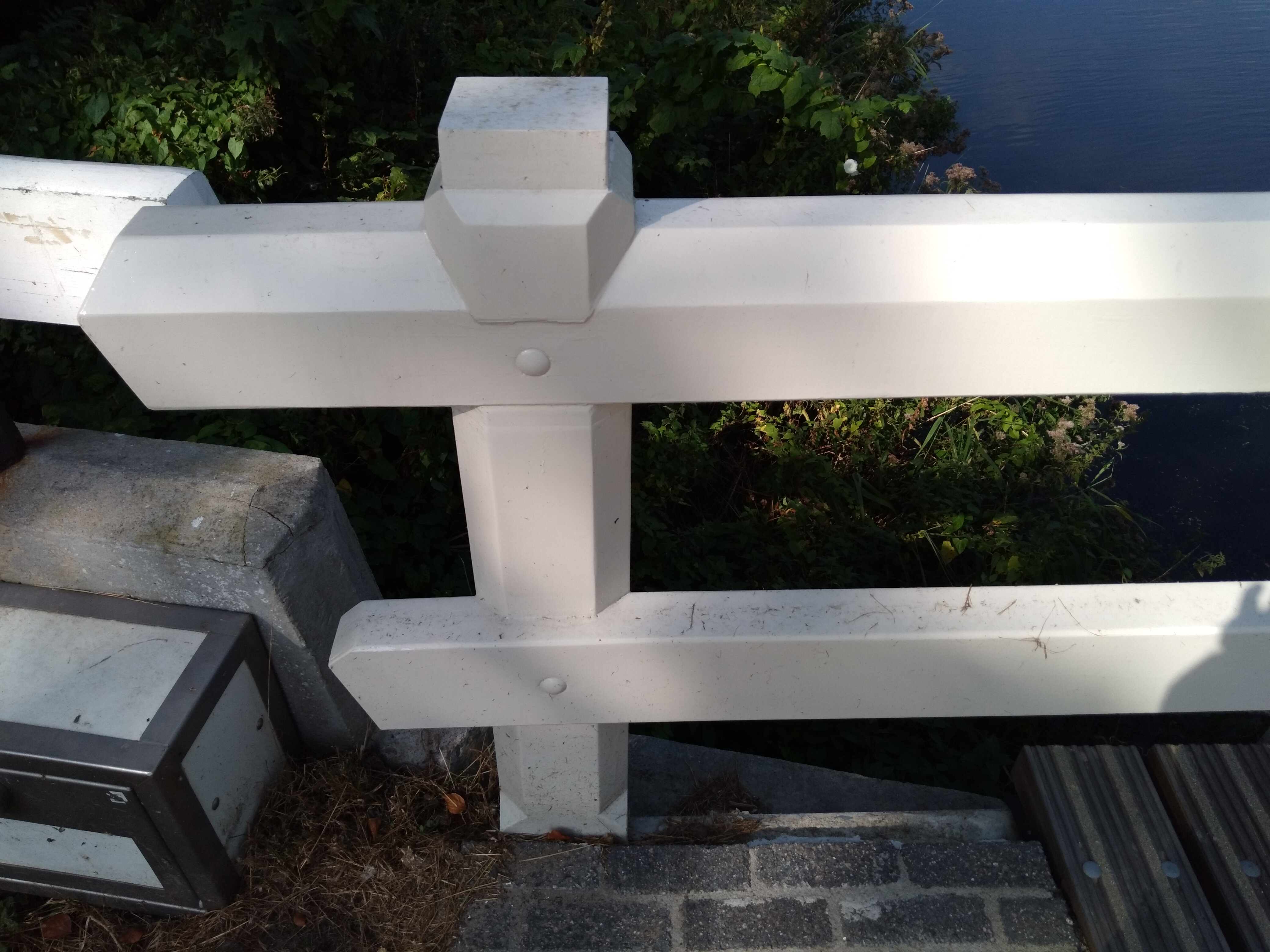
Eindbaluster (september 2021)

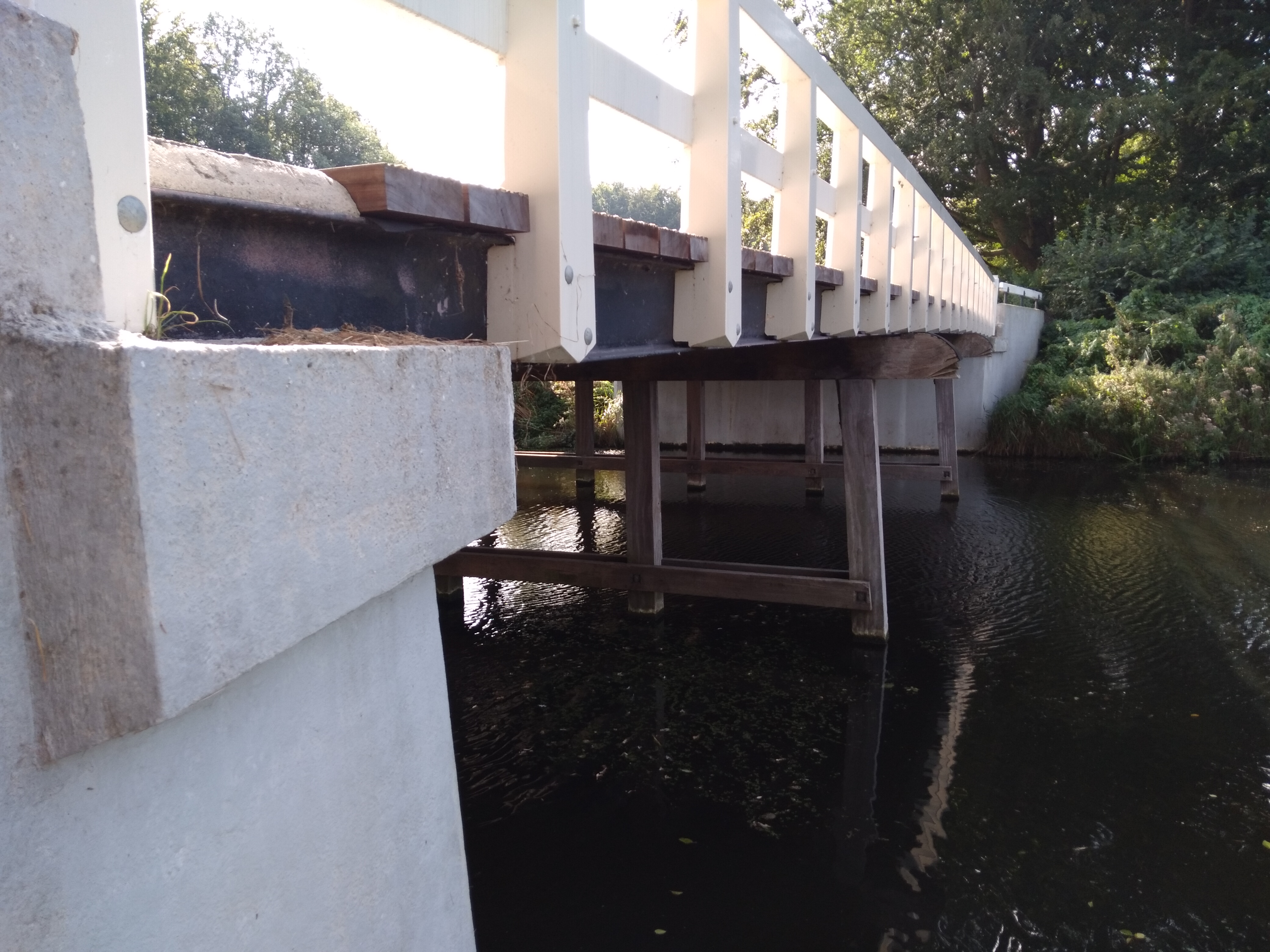
Bevestiging leuningen en houtbewerking op jukken (september 2021)

<<< · 500 · 501 ·  503 · 504 · 505 · 506 · 507 · 508 · 509 · 510 · 511 · 512 · 513 · 514 · 515 · 516 · 517 · 518 · 519 · 520 · 521 · 522 · 523 · 525 · 526 · 527 · 528 · 530 · 531 · 532 · 533 · 534 · 535 · 536 · 537 · 538 · 539 · 540 · 541 · 542 · 543 · 544 · 545 · 546 · 547 · 548 · 549 · 550 · 551 · 552 · 553 · 554 · 555 · 556 · 557 · 558 · 559 · 560 · 561 · 562 · 563 · 564 · 565 · 566 · 567 · 569 · 571 · 572 · 573 · 575 · 577 · 578 · 580 · 581 · 582 · 583 · 584 · 586 · 587 · 589 · 590 · 591 · 592 · 593 · 594 · >>>
Brugnummers 502, 524, 529, 568, 570, 574, 576, 579, 585, 588, 595, 596, 597, 598, 599 zijn niet (meer) vergeven.